# Joël Beaugendre
Pour les articles homonymes, voir Beaugendre.
Joël Beaugendre, né le 19 janvier 1950 à Saint-Claude et mort le 11 mai 2024 à Capesterre-Belle-Eau, en Guadeloupe, est un homme politique français.

## Biographie
Maire de Capesterre-Belle-Eau de 1995 à 2020, Joël Beaugendre est conseiller régional de Guadeloupe de 1992 à 1998, puis conseiller général pour le canton de Capesterre-Belle-Eau-2 de mars 1998 jusqu'à sa démission en janvier 2002. Élu député le 16 juin 2002, pour la XIIe législature (2002-2007), dans la 3e circonscription de la Guadeloupe, il fait partie du groupe UMP. Le 17 juin 2007, il est battu au second tour par Jeanny Marc.
Profitant de la division du Parti socialiste, il est réélu maire de Capesterre-Belle-Eau en mars 2008 avec 62,16 % des suffrages exprimés au second tour. Il retrouve ensuite un siège au conseil général de la Guadeloupe en mars 2011, en étant élu dans le canton de Capesterre-Belle-Eau-1. Il conserve sa mairie à l'issue des élections municipales de 2014, en obtenant 53,65 % des voix au second tour.
En février 2019, il succède à Lucette Michaux-Chevry à la présidence de la communauté d'agglomération Grand Sud Caraïbe.
Lors des élections municipales de 2020, il perd au second tour de scrutin face à Jean-Philippe Courtois, mettant ainsi fin à plus de vingt-cinq ans de mandat de maire de Capesterre-Belle-Eau.
Joël Beaugendre meurt le 11 mai 2024 à Capesterre-Belle-Eau, à l’âge de 74 ans.

## Affaires judiciaires
En 2014, Joël Beaugendre est mis en cause dans une affaire financière et placé en détention provisoire. En septembre 2014, son avocat obtient sa remise en liberté sous contrôle judiciaire,.